# Neoantistea crandalli
Espèce
Neoantistea crandalli est une espèce d'araignées aranéomorphes de la famille des Hahniidae.

## Distribution
Cette espèce est endémique des États-Unis.  Elle se rencontre en Arizona et au Colorado.

## Description
Neoantistea crandalli mesure de 4,00 à 5,10 mm.

## Publication originale
- Gertsch, 1946 : Five new spiders of the genus Neoantistea. Journal of the New York Entomological Society, vol. 54, p. 31-36.